# R̓
R̓ (minuscule : r̓), appelé R virgule suscrite, est une lettre latine utilisée dans l’écriture du shuswap, du st'at'imcets et du thompson.
Il s’agit de la lettre R diacritée d’une virgule suscrite.

## Représentations informatiques
Le R virgule suscrite peut être représenté avec les caractères Unicode suivants : 
- décomposé (latin de base, diacritiques) :

| formes    | représentations | chaînes de caractères | points de code | descriptions                                          |
| --------- | --------------- | --------------------- | -------------- | ----------------------------------------------------- |
| capitale  | R̓               | R◌̓                    | U+0052 U+0313  | lettre majuscule latine r diacritique virgule en chef |
| minuscule | r̓               | r◌̓                    | U+0072 U+0313  | lettre minuscule latine r diacritique virgule en chef |

## Sources
- « How To Type nɬeʔkèpmxcín (Thompson River Salish) », MELTR. <http://www.meltr.org/Resources/Keyboards/ThompsonU.htm>
- L’Alphabet Northern St̓át̓imcets, FirstVoices.ca
- L’Alphabet Secwepemctsin (Eastern Dialect), FirstVoices.ca
- L’Alphabet Splatsin, FirstVoices.ca